# Rolf Kästel
Pour les articles homonymes, voir Kastel (homonymie).
Rolf Kästel (né le 16 décembre 1919 à Cologne, mort le 26 juin 1987 à Unterhaching) est un directeur de la photographie allemand.

## Biographie
En tant que cadreur et premier assistant opérateur de Klaus von Rautenfeld, Kästel a déjà participé à un nombre considérable de longs métrages dans les années 1950, il tourne également seul un certain nombre de documentaires.
En 1961, il devient chef opérateur avec Les Hyènes chassent la nuit. Kästel participe toujours à des films policiers, d'aventure et d'espionnage populaires dans les années 1960. Le producteur Wolf C. Hartwig est souvent son employeur.
Il est derrière la caméra pour ZDF dans les téléfilms en trois parties Babeck et 11 Uhr 20. De 1969 jusqu'à sa retraite en 1984, il est le directeur de la photographie régulier des séries policières ZDF Der Kommissar et Inspecteur Derrick. Lors du tournage de l'épisode de Derrick Un brave type (première diffusion: 6 septembre 1985), Kästel subit un accident vasculaire cérébral et ne peut pas poursuivre son travail de directeur de la photographie.

## Filmographie
- 1952 : Persien – Blickpunkt der Welt (documentaire)
- 1962 : Les Hyènes chassent la nuit (de)
- 1962 : Sein bester Freund
- 1963 : Das tödliche Patent (TV)
- 1963 : Interpol (série télévisée, deux épisodes)
- 1963 : Les Pirates du Mississippi
- 1964 : Nachtzug D 106 (de) (TV)
- 1964 : Les Diamants du Mékong
- 1964-1967 : Das Kriminalmuseum (série télévisée, quatre épisodes)
- 1965 : Klaus Fuchs – Geschichte eines Atomverrats (de) (TV)
- 1965 : L'aventure vient de Manille
- 1965–1968 : Die fünfte Kolonne (série télévisée, cinq épisodes)
- 1966 : Baroud à Beyrouth
- 1966 : Ça casse à Caracas
- 1966 : Coup de gong à Hong Kong
- 1967 : Eine Handvoll Helden (de)
- 1968 : Commissaire X - Trois Panthères bleues (de)
- 1968 : Babeck (de) (TV)
- 1969 : Rendezvous mit Mireille Mathieu (documentaire télévisé)
- 1969 : Hotel Royal (de) (TV)
- 1970 : 11 Uhr 20 (de) (TV)
- 1970 : Je couche avec mon assassin
- 1971 : Die Nacht von Lissabon (TV)
- 1973 : Der Sieger von Tambo (TV)
- 1969–1975 : Der Kommissar (série télévisée, 79 épisodes)
- 1974–1987 : Inspecteur Derrick (série télévisée, 87 épisodes)
- 1977–1984 : Le Renard (série télévisée, 30 épisodes)